# Segestrioides copiapo
Espèce
Segestrioides copiapo est une espèce d'araignées aranéomorphes de la famille des Diguetidae.

## Distribution
Cette espèce est endémique de la région d'Atacama au Chili,. Elle se rencontre vers Copiapó.

## Description
Le mâle holotype mesure 4,99 mm.

## Systématique et taxinomie
Cette espèce a été décrite par Platnick en 1989.

## Étymologie
Son nom d'espèce lui a été donné en référence au lieu de sa découverte, Copiapó.

## Publication originale
- Platnick, 1989 : « A revision of the spider genus Segestrioides (Araneae, Diguetidae). » American Museum Novitates, no 2940, p. 1-9 (texte intégral).